# Piper jaboncillanum
Piper jaboncillanum är en pepparväxtart som beskrevs av Trel. & Yunck.. Piper jaboncillanum ingår i släktet Piper och familjen pepparväxter. Inga underarter finns listade i Catalogue of Life.